# Криктон, Джеймс
Джеймс Криктон (также Кра́йтон англ. James Crichton; 1560[…], Дамфрис — 2 июля 1582 или 3 июля 1582, Мантуя, Мантуя), прозванный изумительным (the Admirable) — шотландский учёный.
По рассказам современников, он писал и говорил на двадцати языках, играл на различных музыкальных инструментах и отличался во всех рыцарских искусствах. В Париже он вызывал охотников на диспут из любой научной области на 12 языках и затем изумлял в Италии учёный мир своими громадными познаниями. Герцог Мантуанский поручил Крактону воспитание своего сына, Винченцо Гонзаги. Последнему приписывают изменническое умерщвление Криктона, но рассказ об этом, как и вся биография Криктона, имеет много неясных мест; по некоторым данным, в 1585 он был ещё жив. Его сохранившиеся сочинения не оправдывают его славы.